# Stake (hasardspel)
Stake är ett curaçaoisk-australiskt företag inom hasardspel som erbjuder bland annat kasino och vadslagning på internet till de kunder som är registrerade på deras webbplats. Alla transaktioner betalas med kryptovalutor. I augusti 2023 lades det fler än 900 miljoner vad på webbplatsen.
Företaget härrör från 2016 när Ed Craven och Bijan Tehrani grundade företaget Easygo Gaming i Melbourne i syfte att utveckla spel för kasino på internet. Craven grundade Stake året därpå. Stake blev placerad i Curaçao på grund av att Australien förbjuder inhemska aktörer att verka och göra reklam om hasardspel på internet för australiska medborgare. Det är dock lagligt för de inhemska aktörerna att driva utländska spelbolag så länge det inte riktas mot just australiska spelare.
Stake har tidigare sponsrat den engelska fotbollsklubben Watford FC och sedan 2022 Everton FC. Året därpå sponsrade företaget Formel 1-stallet Alfa Romeo Racing och sedan 2024 Sauber.